# Liedingen
Liedingen ist ein Ortsteil der Ortschaft Bodenstedt/Liedingen/Köchingen in der Gemeinde Vechelde im Landkreis Peine im Bundesland Niedersachsen.

## Nachbarorte
| Bettmar                  |                                             | Vechelde  |
|                          | Kompassrose, die auf Nachbargemeinden zeigt | Köchingen |

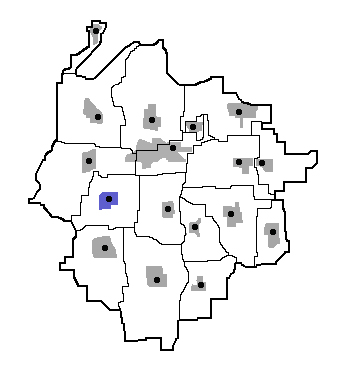
Lage von Liedingen in der Gemeinde Vechelde

| Klein Lafferde (Lengede) | Bodenstedt                                  | Vallstedt |

## Geschichte
Das Steinbeil im Wappen weist neben einer ebenso gefundenen Steinaxt auf die ältesten Spuren menschlicher Ansiedlungen im Bereich von Liedingen hin. Die Funde lassen sich auf etwa 2500 v. Chr. datieren. Darüber hinaus befand sich in der Feldmark eine Siedlung aus der Eisenzeit um 800 bis 400 v. Chr., die 2023 bei einer Ausgrabung vor dem Bau eines Umspannwerkes entdeckt wurde. Zu den Resten gehörten Pfostengruben von Wohn- und Speicherbauten und zu den Fundstücken zählten Keramikgefäße, Spinnwirtel und Mahlsteine.
Liedingen wurde bereits im neunten Jahrhundert erwähnt, ist jedoch erheblich älter, worauf schon die Namensform hinweist. Als erste Schreibweise erscheint Lithingi in Dokumenten, später auch Lidinge. Dies lässt auf eine Besiedlungszeit im 6. oder 7. Jahrhundert schließen. Die ursprüngliche Form des Einwegedorfes entwickelte sich zum Haufendorf. Mitteldeutsche Höfe, zum Teil „Erkeröder Typ“, und einige moderne Ergänzungen sowie Arbeiterhäuser prägen das Dorfbild. 1492 wurde Liedingen von den Braunschweigern niedergebrannt.
Erste Hinweise auf kirchliches Leben im Dorf gibt es in einem Dokument von 1301. Eine Stiftertafel aus dem Jahr 1470 hingegen bekundet die ursprüngliche Dorfkirche, die 1735 grundlegend erneuert und renoviert wurde. Um 1853 gab es eine Konzession für Schürfversuche nach Erz und Kohle neben Vechelde, Bodenstedt und Bettmar unter anderem auch in Liedingen. Allerdings stellte sich bald heraus, dass die Vorkommen praktisch keine Rolle spielten.
Im Jahr 1874 wurde die Freiwillige Feuerwehr Liedingen gegründet, die sich jedoch bald wieder auflöste. Erst 1924 wurde sie wieder ins Leben gerufen. Im gleichen Jahr begründete sich auch der Spielmannszug. Den Sportverein SV Liedingen gibt es seit 1931.
Liedingens Zuordnung zum Landkreis Braunschweig und sein Status als selbstständige Gemeinde endeten im Jahr 1974 im Zuge der Gebietsreform Niedersachsens. Seit dem 1. März 1974 gehört Liedingen zur Gemeinde Vechelde und bildet mit Köchingen und Bodenstedt eine Ortschaft mit einem gemeinsamen Ortsrat.

## Politik

### Ortsrat
Der gemeinsame Ortsrat von Liedingen, Bodenstedt und Köchingen setzt sich aus neun Ratsfrauen und Ratsherren zusammen.
| Kommunalwahl        | SPD | CDU | Grüne | Gesamt  |
| 012. September 2021 | 5   | 4   | -     | 9 Sitze |
| 011. September 2016 | 5   | 3   | 1     | 9 Sitze |
| 11. September 2011  | 4   | 4   | 1     | 9 Sitze |
| 10. September 2006  | 5   | 3   | 1     | 9 Sitze |

### Ortsbürgermeister
Der Ortsbürgermeister ist Benno Schünemann (SPD).

### Wappen
Das Kommunalwappen wurde am 13. April 1983 vom Ortsrat für Liedingen angenommen. Der Entwurf stammt von Arnold Rabbow.
| Wappen von Liedingen | Blasonierung: „In Blau ein schrägrechts gestelltes goldenes Steinbeil.“ |
| Wappen von Liedingen | Wappenbegründung: Das Steinbeil soll an die frühe Besiedlung dieses Gebietes erinnern. Die Schrägstellung des Beiles im Wappen soll das Gefälle oder die Hanglage des Siedlungsplatzes widerspiegeln. Der Name Lithingi soll laut Werner Flechsig Bodengefälle bedeuten. Die Farbgebung Blau-Gold zeigt die Zugehörigkeit zum ehemaligen Land Braunschweig an. |

## Kultur und Sehenswürdigkeiten
Bauwerke
- Der Grenzstein zwischen Liedingen und Klein Lafferde weist auf die Zugehörigkeit Liedingens zum Herzogtum Braunschweig hin.
- Urkundlich belegt wurde die Dorfkirche von Liedingen im Jahr 1470 errichtet, jedoch 1735 grundlegend erneuert und renoviert.

## Persönlichkeiten
Personen, die mit dem Ort in Verbindung stehen
- Natascha Ochsenknecht (* 1964), ehemaliges Model, bekannt wurde sie durch die Ehe mit dem Schauspieler Uwe Ochsenknecht, sie wuchs in Liedingen auf